# Arrufos (Belmiro de Almeida)
Arrufos (1887) é um quadro do pintor, desenhista e caricaturista Belmiro de Almeida (Serro, 22 de maio de 1858 — Paris, 12 de junho de 1935), pintado dois anos após seu retorno ao Brasil. Foi uma das primeiras obras brasileiras a romper com a tradição de pinturas históricas e de imagem sagradas. A pintura é harmônica, com traços firmes e desenho definido. A técnica segue os padrões da época da Academia Imperial de Belas Artes (AIBA), e a escolha de trabalhar um tema urbano na obra pode ter sido influência do trabalho de Rodolfo Amoedo (1857-1941), pintor que também frequentava da AIBA.
Ao finalizar o quadro, Belmiro de Almeida foi um dos primeiros artistas do século XIX a trazer acontecimentos cotidianos para as telas. Arrufos é uma arte contemporânea, ao retratar temas e situações aos quais o artista, a obra e o público estão inseridos.
Arrufos foi exposto na mostra Brasil + 500 Mostra do Redescobrimento, que aconteceu no ano 2000, na Fundação Bienal de São Paulo.
O quadro faz parte do acervo do Museu Nacional de Belas Artes (MnBA), situado na cidade do Rio de Janeiro (RJ). O museu conta com um acervo de mais de 15.000 obras, composto principalmente por obras da época da Missão Francesa, por alunos e professores da Academia Imperial e por artistas do movimento modernista brasileiro.

## Belmiro de Almeida

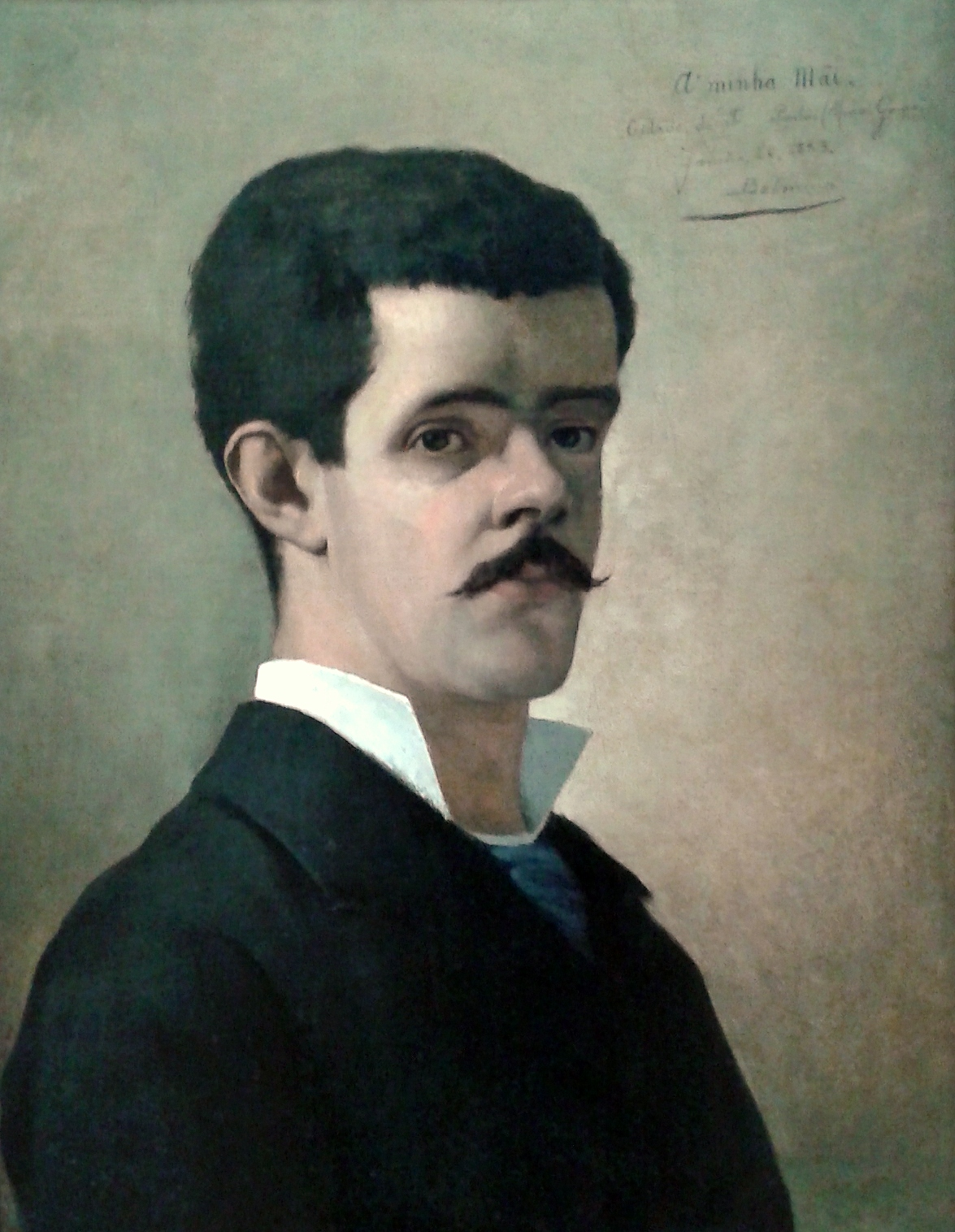
Belmiro de Almeida em um auto-retrato feito no ano de 1883

Belmiro Barbosa de Almeida nasceu em Serro, Minas Gerais, em 22 de maio de 1858. Ele foi um pintor, caricaturista, escultor,  desenhista, escritor e professor de artes plástica brasileiro.
Ele frequentou o Liceu de Artes e Ofício e a Academia Imperial de Belas Artes no Rio de Janeiro, entre os anos de 1869 e 1880. Após os estudos, foi professor de desenho no Liceu de Artes e Ofício de 1879 a 1883. Belmiro de Almeida foi contemporâneo nessas instituições de Agostinho da Motta, Zeferino da Costa, José Maria de Medeiros, Henrique Bernardelli e Rodolfo Amoedo. Desde a adolescência era um artista badalado e respeitado no meio artístico, e as suas exposições costumavam atrair grande público e a crítica especializada.
Em 1884 realiza sua primeira viagem a Paris, o que acaba influenciando em toda sua arte. Estudou as obras de Édouard Manet e Edgar Degas na pintura, e de Gustave Flaubert e Émile Zola na literatura. Suas obras, antes tidas como excessivamente acadêmicas, tanto pelo tema quanto pela técnica, começam a sofrer influências do impressionismo e do realismo francês, o que acaba adaptando à realidade brasileira. Regressa de viagem e firma residência no Rio de Janeiro. Alguns anos mais tarde, em 1887, pinta Arrufos, sua obra-prima, o que causaria polêmica na sociedade brasileira.
Em 1888 retorna a Paris com o auxílio de amigos e estuda pintura na Ecole Nationale Supérieure dês Beaux-Arts, onde conhece Georges Seurat, Jules Joseph Lefebvre e B. Constant et Pelez. Nessa viagem, Belmiro entra em contato com o movimento pós-impressionista. Retorna ao Rio de Janeiro e passa a trabalhar como caricaturista para as revistas Comédia Popular, Diabo a Quatro, A Cigarra, Bruxa e O Malho.
Em 1914 funda o Salão dos Humoristas no Rio de Janeiro, junto com Luiz Peixoto e Olegário Mariano.
Foi professor de desenho na Escola Nacional de Belas Artes de 1893 a 1896. Entre 1915 e 1925 foi membro do Conselho Superior de Belas Artes.

## A obra

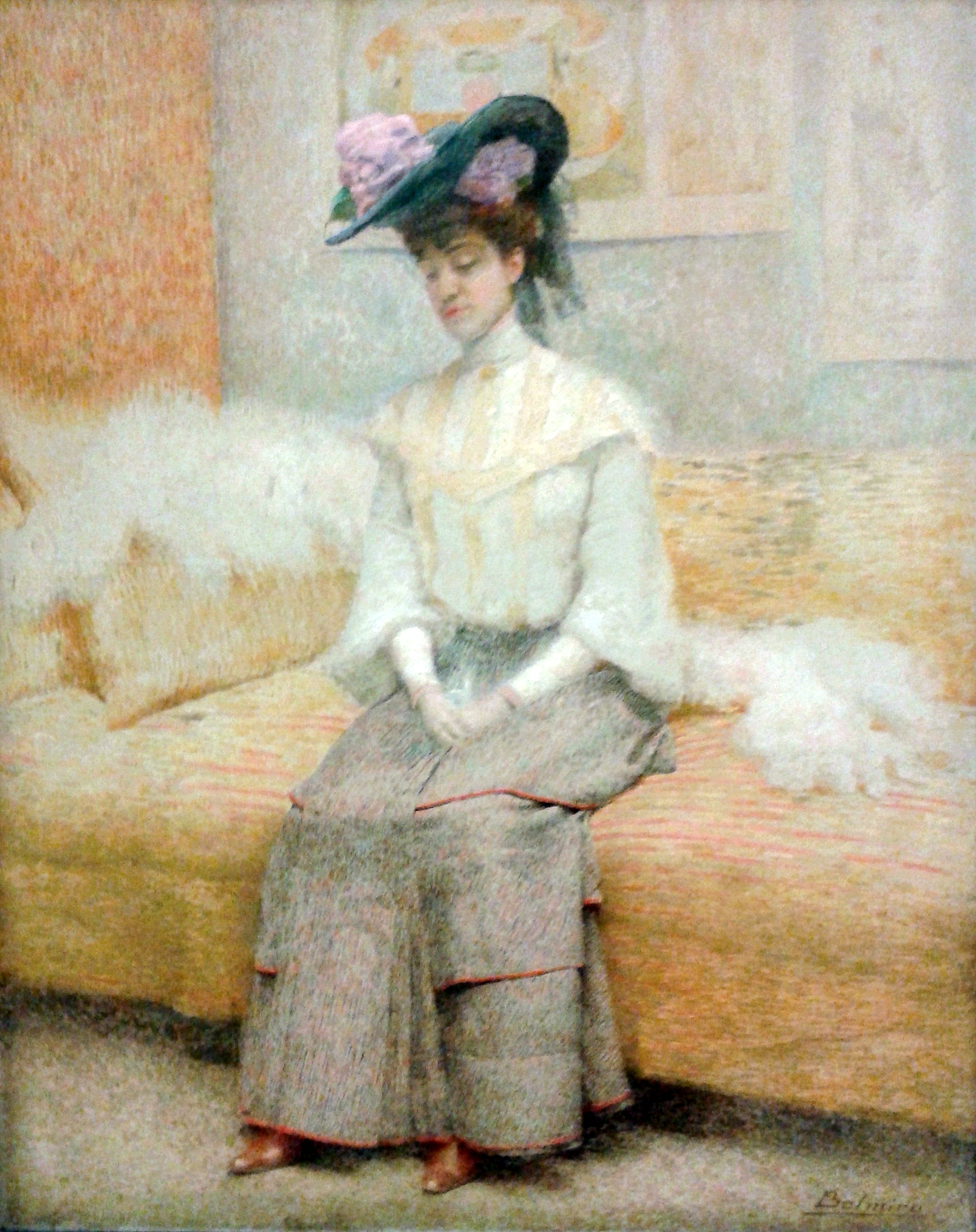
Amuada, de Belmiro de Almeida

O quadro Arrufos, de Belmiro de Almeida, foi exposto pela primeira vez em março de 1887, ainda inacabado. Na época, destacavam-se as artes feitas pela retórica de gênero e de cunho nacionalista. A primeira exibição de Arrufos contou com outros quadros de Belmiro de Almeida e Aurélio de Figueiredo. Belmiro, já conhecido no meio artístico, acabou virando capa do jornal A Semana com uma caricatura que ele mesmo fez.
Na obra pode ser percebido o desentendimento entre um casal burguês, ricamente narrado pelo pintor. A mulher está debruçada sobre um sofá e chora, e o homem, por sua vez, mostra-se em total desinteresse pela dama, enquanto segura um cachimbo. Outra imagem que também está em primeiro plano na tela é uma rosa despedaçada, à esquerda da mulher, que deve ter sido atirada pela mesma em um momento de raiva. A desilusão por parte das mulheres já havia sido representada antes, em "Amuada", e, uma década depois, com "A má noticia". Enquanto a primeira contém sua tristeza, as mulheres de Arrufos e A Má Notícia dialogam em relação a posição: demonstrando suas dores, ambas se encontram debruçadas sobre uma espécie de sofá e escondem o pranto com as mãos, tornando impossível ver seus rostos. No caso dessa última, ao invés de uma flor, é uma carta que encontra-se atirada ao chão, provavelmente a mensageiras das más notícias.

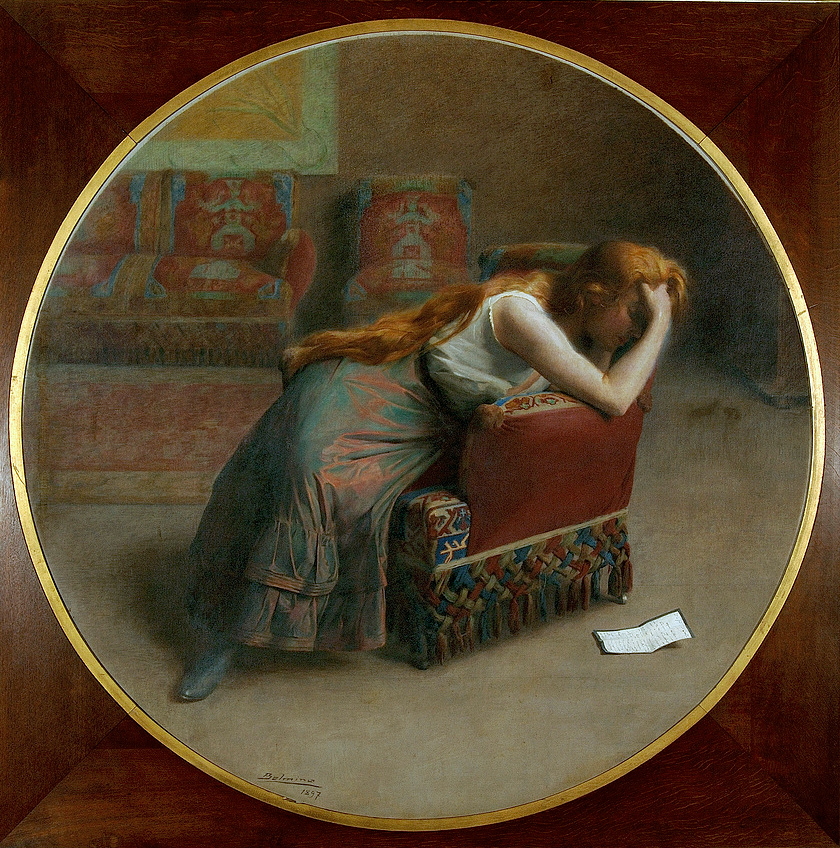
A má notícia, de Belmiro de Almeida

Arrufos faz parte do acervo do  Museu Nacional de Belas Artes (MnBA), no Rio de Janeiro. O quadro é feito na técnica óleo sobre tela e possui as seguintes medidas como dimensão: 89.10 cm de altura x 116.10 cm de largura. A pintura segue uma pincelada acadêmica, sem ser influenciada pelos novos estilos amplamente experimentados na Europa (no quesito técnica). As formas são bem delimitadas e há cuidado com o contorno. O desenho é preciso e as pinceladas são firmes, sem haver sobre-camadas. Trabalha-se a textura dos materiais representados, como o tecido das roupas e a madeira do chão. A técnica é excessivamente acadêmica. Por mais que Belmiro estivesse sofrendo influências do impressionismo francês, para o historiador Reis Júnior, o pintor mantém uma técnica mais conservadora por causa da falta de apoio às novas tendências no mundo das artes no Brasil.
Além disso, a fina ironia presente em Arrufos é um dos pontos chaves para entender a importância da obra. Acredita-se que a prática rotineira de Belmiro de Almeida com a sátira nas caricaturas que fazia, tenha-o tornado mais perceptivo e crítico em relação às pessoas e ao convencionalismo da Academia. Assim, o pintor foi incorporando mais facilmente as novidades vindas da Europa, principalmente da França, e foi deixando aos poucos o ideal acadêmico de beleza.
Segundo o Dicionário Houaiss da Língua Portuguesa, o termo "arrufo" significa irritação e mágoa ou zanga passageira entre pessoas que se gostam. O termo originou a palavra "irritação" e vem de rufo, ruivo e, assim, é relacionado à cor vermelha, que está presente no quadro de Belmiro de Almeida, junto com tons terrosos.
O modo como o pintor adentrou um espaço privado, em detrimento ao público tão explorado antes, é tido como revolucionário. Até o século XIX, a casa era considerada o lugar da tradição e da moral, e a violação desse ambiente com a representação de um desentendimento entre um casal evidencia os conflitos existenciais amplamente trabalhados na literatura da época, que antes eram camuflados pelos bons costumes. O desenvolvimento do homem moderno, nesse caso, assemelha-se ao psiquismo de uma nova ordem presente nos romances de Machado de Assis, onde o espaço privado passa a ser o ambiente de sentimentos e desejos.

### Recepção do público
Arrufos só viria a ser exposto finalizado no dia 3 de agosto daquele ano, na Galeria de Wilde, que ficava na Rua Sete de Setembro. Os jornais Diário de Notícias, Gazeta de Notícias, Jornal do Commercio e O Paiz destacaram a exibição de Belmiro de Almeida e, principalmente, o grande público que foi visitá-la. Estima-se que no primeiro dia foram 285 pessoas, número que cresceu gradualmente e superou os 300 visitantes por seguidos dias.
Ao visitar a exposição, o articulista França Junior ficou impressionado com Arrufos e chegou a afirmar que a obra era “o bastante para eclipsar tudo quanto ele tem feito ate hoje e alistá-lo no número dos nossos mais distintos pintores de gênero". Ainda no mesmo artigo, França Junior ressalta a perfeição como o momento da briga de um casal é retratado, de modo agradável a quem vê.
No dia 13 de agosto, o quadro ganharia destaque na Revista Illustrada, um dos mais importantes periódicos do Rio de Janeiro da época. Ao falar sobre as exposições de artes que estavam acontecendo naquele momento, comentou sobre as diferenças entre elas: “marinhas de Castagnetto, as paisagens de Parreiras [...] alguns retratos de Decio Villares [...] os quadros históricos de Firmino Monteiro e por último, o quadro de gênero de Belmiro de Almeida, intitulado Arrufos o que tem causado verdadeiro sucesso.” O periódico considerou o quadro um dos melhores executados até então no Rio de Janeiro
Entre os visitantes mais ilustres da exposição estavam a Princesa Isabel e seu consorte, Conde D'Eu. A passagem do casal real e a apreciação de ambos pela obra fez com que Belmiro de Almeida oferta-se Arrufos para a Academia Imperial de Belas Artes. Outros notórios visitantes foram o secretário da Academia, João Maximiano Mafra; Zeferino da Costa, Aurélio de Figueiredo, Firmino Monteiro, Augusto Duarte, Victorino Leonardo, Estevão Silva, o comendador André de Oliveira e Valentim Magalhães.

### Relação de Belmiro de Almeida e Gonzaga Duque
O escritor Gonzaga Duque era um entusiasta das obras de Belmiro de Almeida e via em Arrufos uma contemporaneidade de assuntos trabalhados na Europa, porém dentro da realidade brasileira. Ele evidencia que, na época em que as artes retratavam cenas bíblicas, retratos de pessoas influentes e grandes batalhas, Arrufos foi transgressor ao representar uma situação comum na vida de um casal. Vale ressaltar que o homem em Arrufos é inspirado na figura do escritor, que posou para que Belmiro de Almeida pudesse concluir a obra. Ao comentar sobre os trajes da personagem masculina em Arrufos, Gonzaga Duque evidencia o individualismo que estava começando a ser desenvolvido naquela época: "Um peralta, suinamente estúpido, e profundamente canalha, canalha desde a medula dos ossos até os poros da pele, pode vestir-se bem, trajar-se ao rigor da moda, mas nunca terá toillete, porque não tem individualidade, porque não tem sentimento artístico". Para ele, a personalidade do pintor se estende em suas obras.
Acredita-se, nesse ponto, que Gonzaga Duque estava sendo influenciado pela figura do dandy. A importância dos trajes no quadro, rica e elegantemente representados, é um marco da Idade Moderna. Para o sociólogo Machado Neto, essa é uma evidência do tédio do homem moderno, que acaba por tomar seu tempo com preocupações de certa ordem fúteis, como o refinamento das vestimentas que usa, mesmo que ele não pertença às classes mais altas da sociedade. Como ele mesmo diz, há o desenvolvimento "de um novo hedonismo, eis o que deseja o nosso século, e você tem que se fazer o símbolo do visível".
Acredita-se que a recíproca aconteceu no ano de 1899 com a publicação do romance Mocidade Morta, de Gonzaga Duque. O escritor compôs um dos protagonistas, a personagem Agrário, inspirado no pintor mineiro. Agrário seria um alter-ego de Belmiro de Almeida.

## Comparação com Retorno do Baile, de Henri Gervez

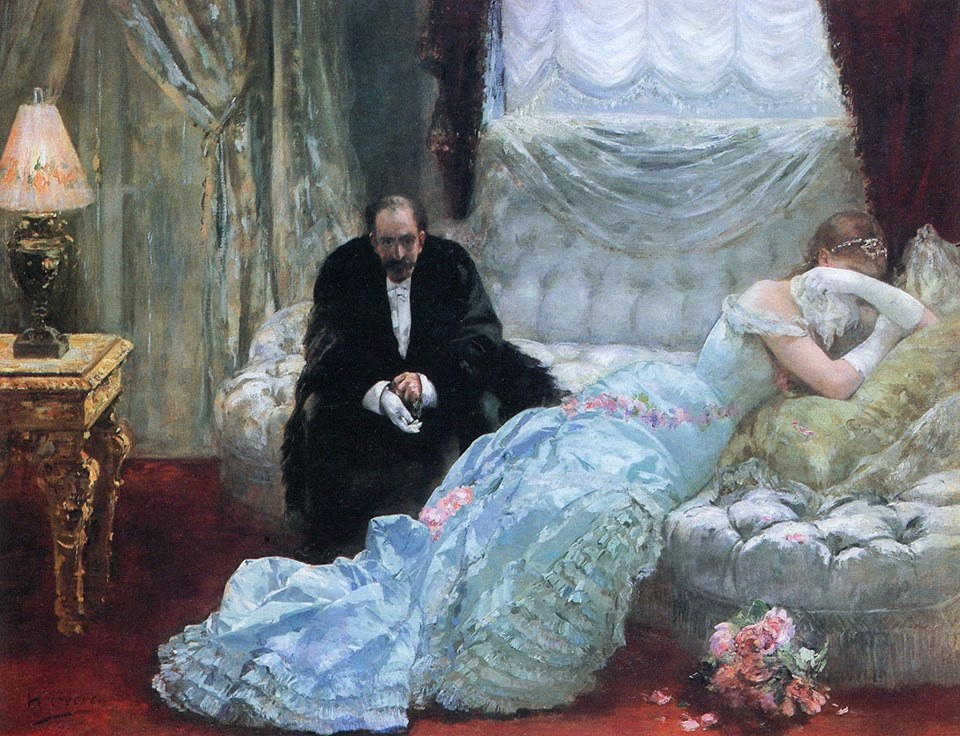
O quadro Retorno do Baile, de Henri Gervex, que pode ter servido de inspiração a Belmiro de Almeida para Arrufos

O quadro aproxima-se do movimento realista ao trazer a temática do cotidiano da burguesia da época, com a inserção de uma grande tragédia que abala a vida do casal. Para a crítica Gilda de Mello e Souza, há uma relação entre o quadro Le Retour du Bal (Retorno do Baile), de Henri Gervex, e Arrufos de Belmiro de Almeida, o que também direciona o pintor brasileiro ao movimento naturalista.
Arrufos é tido como uma glosa poética do quadro de Gervez. Dessa forma, mantem-se a estrutura porém desenvolve-se um novo mote no poema. No caso do quadro de Belmiro de Almeida, a posição do casal em primeiro plano foi invertida, com o homem estando à direita da mulher, que encontra-se debruçada num sofá, ajoelhada no chão. Em Retorno do Baile, o homem está à esquerda da mulher, em segundo plano. Ela está em destaque no quadro, com seu longo vestido azul tomando boa parte da obra. Em ambas as pinturas, as mulheres estão chorando, cobrindo o rosto. As flores caídas e o abajur em cena são outros elementos de criação que se assemelham nas obras.
A diferença nos quadros também está na expressão dos homens. No quadro de Gervez, o homem está com uma feição de raiva, o que é enfatizado pelo gesto com as luvas. Já em Arrufos, o homem mantém um semblante de desdém e autoridade frente à cena da mulher, olhando distraidamente seu cachimbo. É nesse ponto que a glosa fica enfatizada: em Retorno do Baile, é registrado apenas o momento de desentendimento entre o casal; já em Arrufos, é demonstrado todo o desgaste dessa relação, evidenciado ainda mais pelas cores utilizadas, que dão um ar de mais intimidade.

## Arrufos e Lucíola
Arrufos é constantemente comparado ao romance Lucíola de José de Alencar. A obra, de 1862, é o início das publicações de "Perfis de Mulher" por parte do escritor. O livro, um dos romances urbanos do autor, foi considerado polêmico na época e trazia a história de Maria da Glória que, após se apaixonar por um jovem devasso, é expulsa de casa e torna-se uma cortesã.  Ela passa a se chamar Lúcia e a possuir ricos amantes, que despreza. Lúcia então conhece o pernambucano Paulo da Silva, que havia se mudado ao Rio de Janeiro, e se apaixonam. Após ser acometida por uma grave doença, Paulo da Silva promete ficar ao seu lado até o final da sua vida e a cuidar de sua irmã mais nova, Ana.
A outra polêmica envolvendo Lucíola foi a comparação com o romance A Dama das Camélias, de Alexandre Dumas Filho. Dizia-se na época da publicação do livro que Lucia era uma imitação da também cortesã Margarida, protagonista do romance francês. Todavia, essa afirmação é refutada porque, segundo Alencastro, dados da polícia do Rio de Janeiro na época contabilizavam mil prostitutas na cidade, sendo novecentas delas estrangeiras. Tais números demonstram que a prostituição estava presente na sociedade brasileira na época, o que não passou despercebido por José de Alencar.
Lucíola e o quadro Arrufos, de Belmiro de Almeida, relacionam-se pelo fato de afrontarem a moralidade da época com temas do cotidiano. Críticos da primeira exposição da pintura relacionavam a discussão do casal a um caso de adultério. Tal temática ia de encontro às harmoniosas cenas familiares. Segundo Gilda de Mello e Souza, " A pruderie da crítica tomou sempre como uma disputa conjugal, mas na verdade ela representa a introdução revolucionária na pintura da época do tema do adultério, tão explorado pelo vaudeville, pelo folhetim e pela caricatura de costumes”.

Outro fator que une as duas obras é a representação feminina nelas. Enquanto Lúcia se reabilita ao deixa-se viver sua paixão por Paulo da Silva e a ele entrega sua vida, a mulher em Arrufos coloca-se em prantos por ter conhecimento de seus erros e aguarda a decisão de seu marido sobre seu destino. Outro fator em comum está na relação com obras estrangeiras, trazendo-as para dentro do âmbito nacional. A Dama das Camélias e quadro Retorno do Baile tratam sobre prostituição e traição, e Lucíola e Arrufos mostram que, por mais que fossem tabus na sociedade brasileira, eram realidade no país.